# Uta Meier-Gräwe

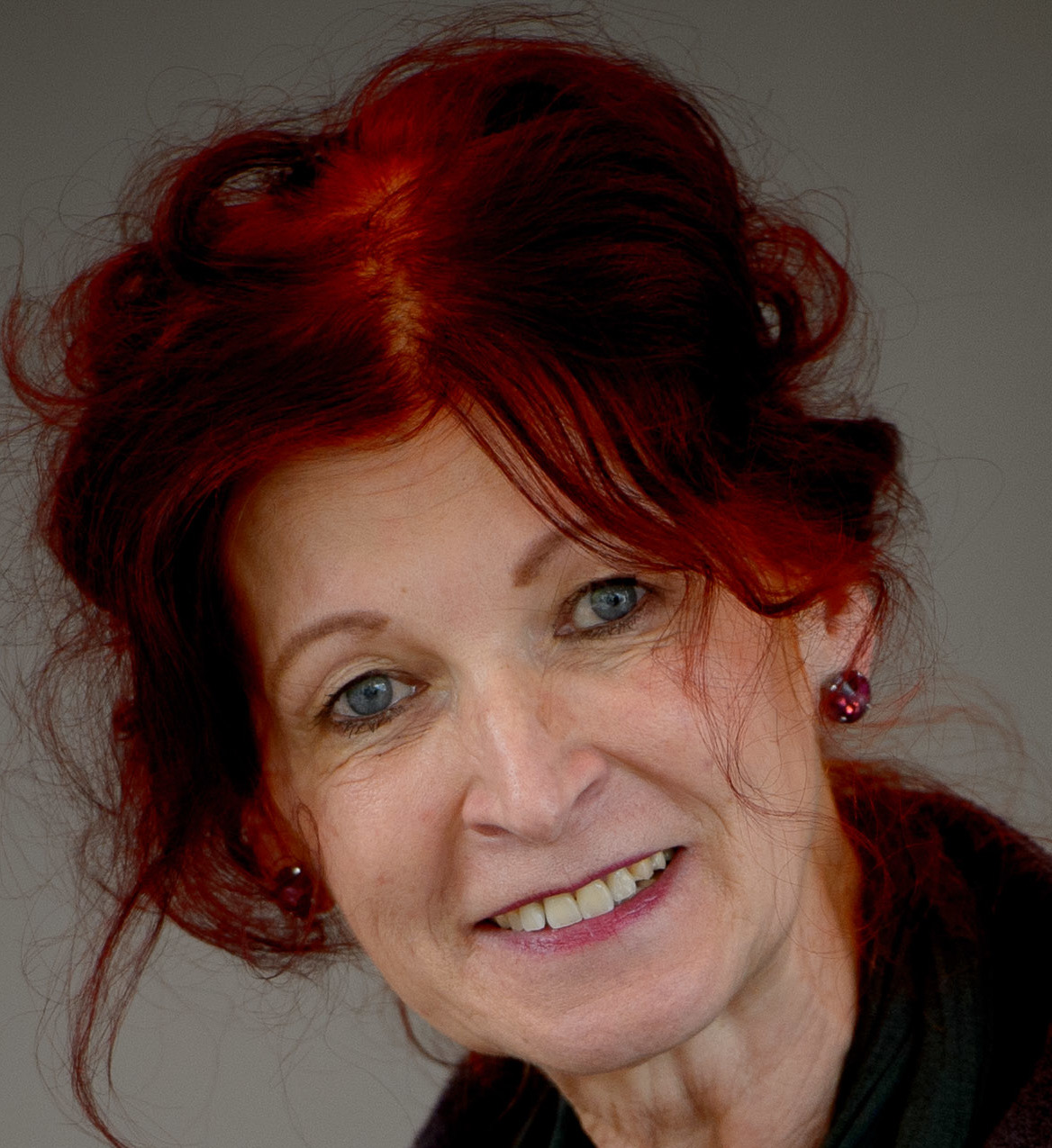
Uta Meier-Gräwe, 2015

Uta Meier-Gräwe (früher Uta Heidrich; * 20. September 1952 in Erfurt) ist eine deutsche Soziologin und Haushaltsökonomin.

## Werdegang
Meier-Gräwe studierte von 1972 bis 1975 Soziologie und Ökonomie an der Humboldt-Universität zu Berlin wo 1978 ihre Promotion zu einem industriesoziologischen Thema und 1986 die Dissertation B (vergleichbar mit der Habilitation) auf dem Gebiet der Familiensoziologie erfolgte. Von 1978 bis 1989 war sie am Institut für Soziologie und Sozialpolitik der Akademie der Wissenschaften der DDR tätig. Zwischen 1990 und 1994 arbeitete sie am Deutschen Jugendinstitut e. V. München und übernahm parallel für zwei Semester eine Lehrstuhlvertretung am Institut für Soziologie der Ludwig-Maximilians-Universität. Außerdem hatte sie von 1994 bis 1998 das Ehrenamt der Bundesvorsitzenden der Deutschen Gesellschaft für Familienplanung, Sexualpädagogik und Sexualberatung e.V. (pro familia) inne.
1994 erhielt sie einen Ruf auf die Professur für Wirtschaftslehre des Privathaushalts und Familienwissenschaft an der Justus-Liebig-Universität Gießen als Nachfolgerin von Rosemarie von Schweitzer und übte diese Tätigkeit bis zum 31. März 2018 aus. Zudem war sie von 2013 bis 2018 Leiterin des Kompetenzzentrums Professionalisierung und Qualitätssicherung haushaltsnaher Dienstleistungen, gefördert durch das Bundesministerium für Familie, Senioren, Frauen und Jugend.
Meier-Gräwe wurde wiederholt zu Gastforschungsaufenthalten an Universitäten und Forschungseinrichtungen in Japan eingeladen.
Ihre Arbeitsschwerpunkte sind Familien-, sozio-ökonomische Haushalts- und Geschlechtersoziologie, Armuts-, Zeit- und Dienstleistungsforschung.
Sie ist verheiratet und hat einen erwachsenen Sohn.

## Engagement
Meier-Gräwe hat sich als Wissenschaftlerin auch in der Politikberatung von Bund, Ländern und Gemeinden eingebracht: So war sie Mitglied in der Enquete-Kommission Bildung und Erziehung des Thüringer Landtags (2002–2004), Mitglied der Agenda-Gruppe des Kompetenzzentrums Familienbezogene Leistungen bei Familienministerin Ursula von der Leyen (2006–2009), Mitglied der Enquete-Kommission Demographischer Wandel des Saarländischen Landtags (2006–2009), externe Expertin der Gemeinschaftsinitiative EQUAL bei der Europäischen Union, von Familienministerin Renate Schmidt wurde sie in die Sachverständigenkommission zur Erstellung des Siebten Familienberichts der Bundesregierung berufen (2004–2006). Zudem war sie Mitglied in der Sachverständigenkommission für den Ersten und Zweiten Gleichstellungsbericht der Bundesregierung (2011–2017) und in der Enquete-Kommission des Landtages in NRW Zukunft der Familienpolitik in Nordrhein-Westfalen (2015–2017) sowie in der Familienpolitischen Kommission der Heinrich-Böll-Stiftung (2015–2017).
Aktuell ist sie gewähltes Mitglied der Mitgliederversammlung der Heinrich-Böll-Stiftung Berlin, der Deutschen Gesellschaft für Hauswirtschaft (dgh) und unter anderem Fördermitglied des Equal Care Day. 2020 war sie Mitautorin des Equal Care Manifests.

## Ehrungen
Für ihre Arbeit wurde sie mehrfach ausgezeichnet, darunter mit der Bernhard-Christoph-Faust-Medaille für besondere Verdienste in der Gesundheitsförderung und gesundheitlichen Prävention (2012) durch das Land Hessen, dem Ehrenpreis des Deutschen Vereins für öffentliche und private Fürsorge, Berlin (2018) und mit der Ehrenpraktissima des Bundesverbandes der Mütterzentren e. V. (2018)

## Veröffentlichungen (Auswahl)

### Als Autorin
- Theoretische Richtungen der nichtmarxistische Familiensoziologie und Hauptentwicklungslinien staatlicher Familienpolitik in der BRD. Habilitationsschrift (Dissertation B) 1986
- mit Heide Preuße und Eva Maria Sunnus: Steckbriefe von Armut. Haushalte in prekären Lebenslagen. Wiesbaden 2003, ISBN 3-531-14143-0
- mit Ingrid-Ute Leonhäuser et al: Essalltag in Familien: Ernährungsversorgung zwischen privatem und öffentlichem Raum. Wiesbaden 2009, ISBN 978-3-531-16053-5
- Kinder und ihr Umgang mit Geld und Konsum. Schriftenreihe der Landesstiftung Baden-Württemberg, Stuttgart 2009
- mit Katharina Buck und Astrid Kriege-Steffen: Wiedereinstieg mit besonderen Herausforderungen. Verlag Selbstbestimmtes Leben, Düsseldorf 2014, ISBN 978-3-910095-99-1

### Als Herausgeberin
- Vom Oikos zum modernen Dienstleistungshaushalt – Der Strukturwandel privater Haushaltsführung.  Frankfurt/Main 1997, ISBN 3-593-35883-2
- Die Arbeit des Alltags – Gesellschaftliche Organisation und Umverteilung.  Springer Fachmedien, Wiesbaden 2015, ISBN 978-3-658-07376-3
- mit Miyoko Motozawa, Annette Schad-Seifert: Family Life in Japan and Germany: Challenges for a Gender-Sensitive Family Policy. Springer Fachmedien, Wiesbaden 2019, ISBN 978-3-658-26638-7